# ولمازو
ولمازو، روستایی است از توابع بخش کلباد شهرستان گلوگاه در استان مازندران ایران.

## جمعیت
این روستا در دهستان کلباد غربی قرار دارد و براساس سرشماری مرکز آمار ایران در سال ۱۳۸۵، جمعیت آن ۱۱۹۹ نفر (۳۱۷خانوار) بوده‌است. مردم ولمازو از قومیت طبری هستند که ریشه آن به قوم تپوری می‌رسد. مردم ولمازو به زبان طبری (مازندرانی)  سخن میگویند. سکنه بومی گلوگاه خود را تات می‌نامند و زبان خود را زبان تاتی می‌نامند. به گفته محققین تات در زبان اهالی مازندران به معنی بومی، روستایی و یکجانشین می‌باشد و منظور از تات همان قوم طبری است و منظور از زبان تاتی همان زبان طبری می‌باشد.